# Clémery
Clémery ist eine französische Gemeinde mit 492 Einwohnern (Stand: 1. Januar 2022) im Département Meurthe-et-Moselle in der Region Grand Est (bis 2015 Lothringen). Die Gemeinde gehört zum Arrondissement Nancy und zum Kanton Entre Seille et Meurthe.

## Lage
Clémery liegt etwa 25 Kilometer nordnordöstlich von Nancy an der Seille, die die Gemeinde im Nordosten begrenzt. Umgeben wird Clémery von den Nachbargemeinden Port-sur-Seille im Nordwesten und Norden, Rouves im Nordosten, Nomeny im Osten, Belleau im Südosten und Süden, Landremont im Südwesten sowie Sainte-Geneviève im Südwesten und Westen.

## Bevölkerungsentwicklung
| Jahr                       | 1962 | 1968 | 1975 | 1982 | 1990 | 1999 | 2006 | 2019 |
| Einwohner                  | 262  | 262  | 216  | 256  | 315  | 404  | 495  | 496  |
| Quellen: Cassini und INSEE |      |      |      |      |      |      |      |      |

## Sehenswürdigkeiten
- Kirche Saint-Loup, 1918 wieder errichtet
- Schloss Clémery aus dem 15. Jahrhundert

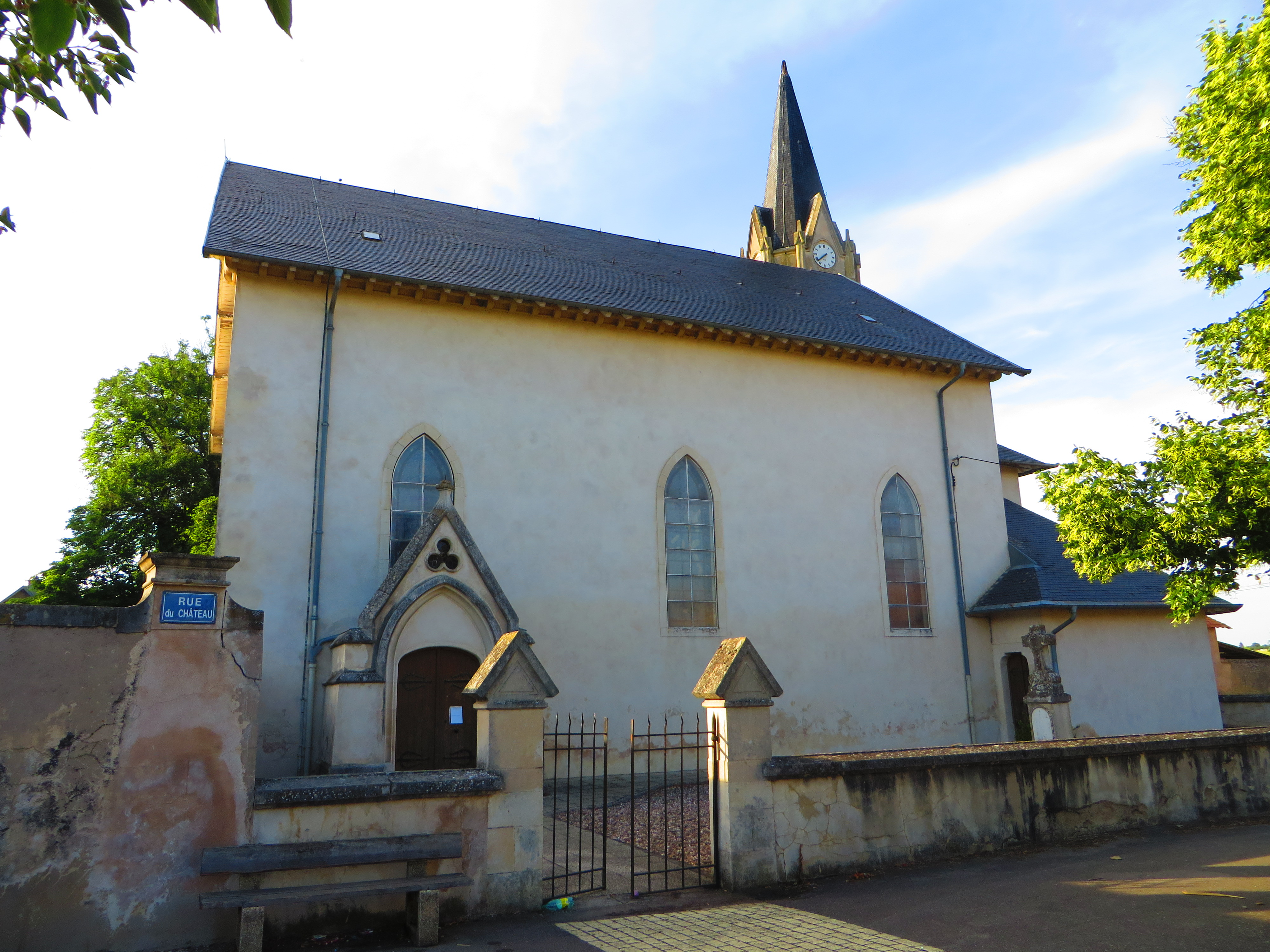
Kirche Saint-Loup
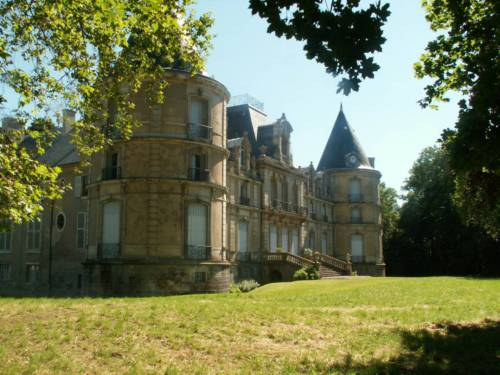
Schloss Clémery